# Vabaduse puiestee (Tartu)
Le boulevard de la Liberté (estonien : Vabaduse puiestee) est une voie de Tartu en Estonie.

## Présentation
À l'époque soviétique, le boulevard s'appelait Oktoobri Puistee.
La rue part de la rue Riia tänav et se termine à la rue Lai tänav.
Le boulevard longe les rives de l'Emajõgi du pont Võidu au pont Vabadus et mesure environ 1,03 km de long.
Le marché de Tartu (et), le Grand magasin de Tartu, le Parc central de Tartu, la Place de l'hôtel de ville de Tartu, le bois de la Liberté (et) et la Place de la police (et) sont, entre-autres, situés le long du boulevard.

## Lieux et bâtiments

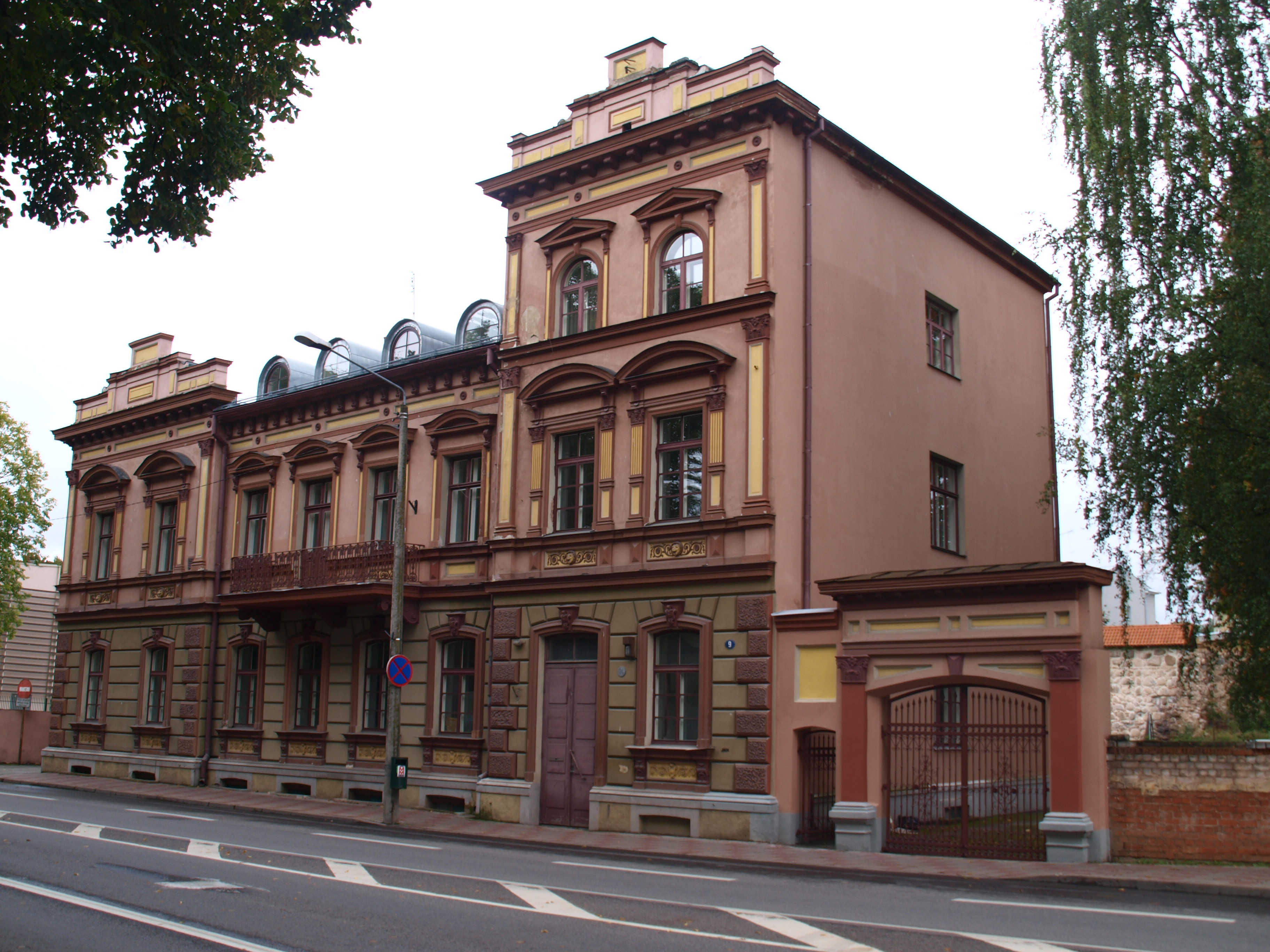
Vabaduse pst 9.